# 吳甸華

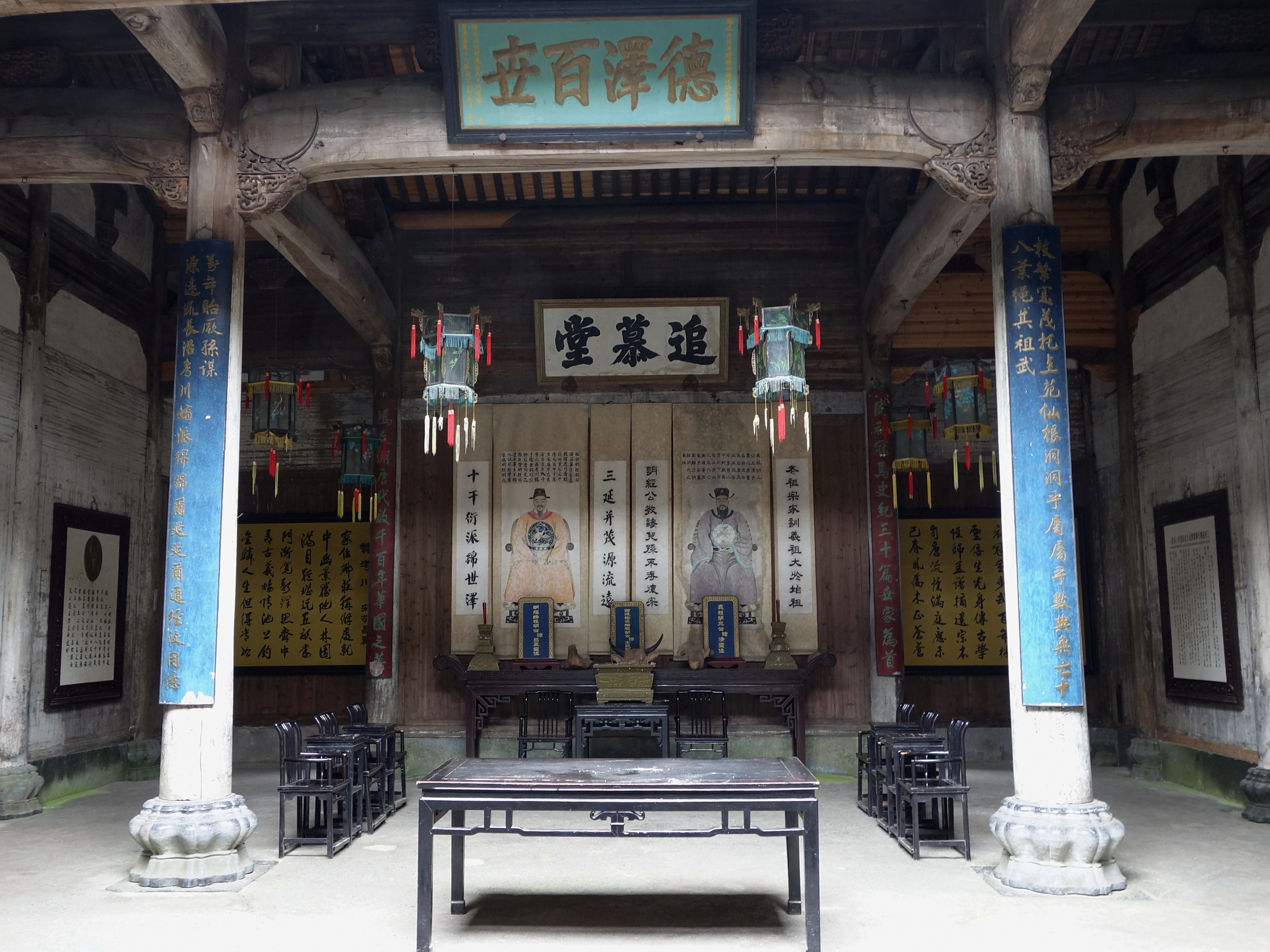
吳甸華任歙縣知縣期間為西遞村追慕堂題寫的「德澤百世」匾額

吳甸華（1733年—1834年），字南畇。江蘇沭陽人，原籍安徽歙县，清朝官员。

## 生平
乾隆四十五年（1780年）庚子恩科二甲四名進士，官内阁中书，仍值内阁协办侍读。因念母心切，要求就近为官，乃改任安徽省歙縣知縣。歙县高官很多，所以多有请托庇护，但吴甸华不予理睬，依法理讼，清理积案。乾隆五十九年（1794年）调任安徽省合肥县知县。乾隆六十年（1795年），白莲教首领刘之协进入湖北省，吴甸华奉檄驰赴湖北省樊城率军镇压，但刘之协已离开，仅捕获4名白莲教头目，合肥县知县吴甸华因此遭弹劾去职。
嘉庆十三年（1808年），奉旨准捐复任安徽省黟县知县。黟县士民多信风水，为求风水宝地经常停棺不葬，此风俗已延续百余年，贫者抛尸荒野，富者停棺山谷。吴甸华亲自劝谕，并且责成各乡镇捐田置义冢，无力者资助银两，无主尸体由官府安葬，全县共葬32000余棺（光绪《重修安徽通志》记为26000余棺）。嘉慶十三年（1808年），吴甸华筹银8000余两，在黟县迎霭门兴建碧阳书院，嘉慶十六年（1811年）建成。黟县田赋多虚，民众负担严重，吴甸华查出虚田1700余亩并注销，当年不足田赋则用自己的俸禄弥补。黟县有棚民租山开垦，“或结党逞凶，或纠伙肆窃”，嘉庆十六年七月吴甸华颁布《禁租山开垦示》。嘉慶十七年（1812年）总纂《黟县志》完成。
嘉庆十四年（1809年），吴甸华移任阜阳县知县。阜阳县与湖北省、河南省接壤，众多盗贼剿则散去、停则复聚。吴甸华运动京官，由安徽、湖北、河南三省联合清剿，盗贼遂灭。后来吴甸华因功升任无为州知州。任职30年，清正廉洁，兴利除弊。道光三年（1823年）吴甸华归田，道光十四年（1834年）卒，享年101岁。

## 家庭
有子吳元福、吳登善、吳元忠、吳元忭。